# Christina Schwarzer

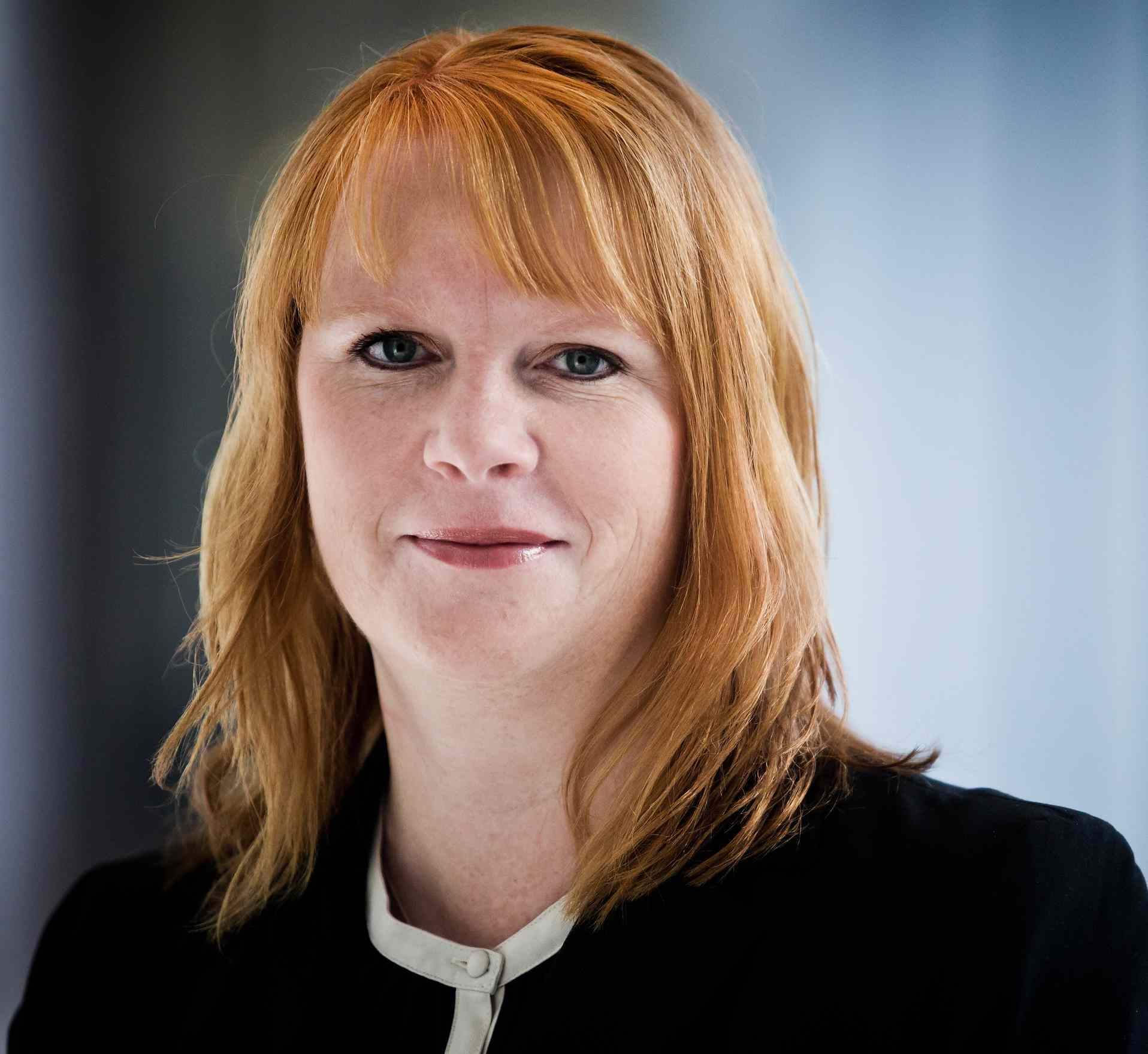
Christina Schwarzer, 2014

Christina Schwarzer (* 12. September 1976 in West-Berlin) ist eine deutsche Politikerin (CDU) und Verbandsfunktionärin. Von 2013 bis 2017 war sie Mitglied des Deutschen Bundestages.

## Leben und Beruf
Christina Schwarzer wurde 1976 in Berlin-Neukölln geboren. Nach dem Abitur am Albert-Schweitzer-Gymnasium begann sie eine Ausbildung zur Rechtsanwalts- und Notarfachangestellten in Berlin-Wedding, die sie 1999 abschloss. Fortan arbeitete Schwarzer in einer mittelständischen Rechtsanwaltskanzlei in Berlin-Wedding, ehe sie im Juni 2006 in einer internationalen Immobilienberatungsfirma am Potsdamer Platz tätig wurde.
Nach ihrem Ausscheiden aus dem Deutschen Bundestag wurde sie 2018 Geschäftsführerin der Nordberliner Werkgemeinschaft und ist seit November 2020 Geschäftsführerin des neu gegründeten Bundesverbands pharmazeutischer Cannabidoidunternehmen (BPC). Christina Schwarzer wohnt in Berlin-Neukölln.

## Politik
1996 trat Christina Schwarzer in die CDU Berlin und die Junge Union in den Kreisverband Neukölln ein. In der Jungen Union gehörte sie von 1999 bis 2005 dem Kreisvorstand und von 2003 bis 2007 dem Landesvorstand an. Von 2003 bis 2005 war sie Vorsitzende der Jungen Union Neukölln. Im Januar 2015 wurde sie zur stellvertretenden Kreisvorsitzenden gewählt. Ab 2013 leitete Schwarzer das Forum Jugend und Familie der CDU Berlin. Von 2015 bis 2019 war sie Mitglied des Landesvorstandes der CDU Berlin. Des Weiteren war sie Mitglied im Netzwerk Medien und Regulierung, im Netzwerk für Digitalisierung und im Bundesfachausschuss Familie, Senioren, Frauen und Jugend der CDU Deutschlands. Schwarzer war Mitgliedstellvertretenden Landesvorsitzende in der Lesben und Schwulen Union Berlin. Von 1999 bis 2013 war Schwarzer Mitglied der Bezirksverordnetenversammlung von Berlin-Neukölln und dort von 2009 bis 2013 Fraktionsvorsitzende.
2013 zog Schwarzer über die Berliner Landesliste in den Bundestag ein. Dort war sie Mitglied im Ausschuss für Familie, Senioren, Frauen und Jugend und vertrat die CDU/CSU-Fraktion als Obfrau. Zu ihren Schwerpunktthemen zählten die Kinder- und Jugendhilfe, der Jugendschutz, der Kinder- und Jugendplan des Bundes, sexueller Missbrauch, Pflegefamilien sowie Schulverweigerer und Jugendkriminalität. Ab dem 28. September 2016 war Christina Schwarzer offiziell Mitglied im Unterausschuss „Bürgerschaftliches Engagement“, welches sich die Verbesserung der gesetzlichen Rahmenbedingungen für ehrenamtliche Betätigungen zum Ziel gesetzt hatte. Außerdem war Schwarzer Mitglied im Ausschuss Digitale Agenda. Dort zählten zu ihren Schwerpunkten die Medienkompetenz und digitale Bildung, der Jugendschutz im Internet sowie die Kriminalität im Internet, vor allem gegen minderjährige Opfer. Schwarzer war stellvertretendes Mitglied im Petitionsausschuss sowie im Ausschuss für Gesundheit.
Bei der Bundestagswahl 2017 trat sie wieder im Bundestagswahlkreis Berlin-Neukölln an. Sie musste sich doch erneut ihrem Konkurrenten von der SPD, Fritz Felgentreu, geschlagen geben und konnte auch nicht mehr über die Landesliste in den Bundestag einziehen. Bei der Bundestagswahl 2021 kandidierte sie erneut als Direktkandidatin für die CDU in Berlin-Neukölln (Bundestagswahlkreis Berlin-Neukölln), musste sich jedoch gegen den SPD-Kandidaten Hakan Demir geschlagen geben. Für die Bundestagswahl 2025 verzichtet sie auf eine erneute Kandidatur.

## Mitgliedschaften
Christina Schwarzer ist Mitglied im Verein „Siedlungsverträgliches Grundwasser Berlin e. V.“ sowie im cnetz – Verein für Netzpolitik e. V. Sie ist Mitglied im Unionhilfswerk, Mitglied im Förderverein der Evangelischen Schule Neukölln e. V., im Förderverein Annedore-Leber Berufsbildungswerk Berlin e. V., im Förderverein der Britzer WeinKultur, im Förderverein der Freiwilligen Feuerwehr Rudow e. V., im Verein „Freunde Neuköllns“ e. V. und im Neuköllner Verein „Morus 14“ e. V.